# نیروی زمینی ونزوئلا
نیروی زمینی ونزوئلا (به اسپانیایی: Ejército Bolivariano) بخش نیروی زمینی نیروهای مسلح ملی ونزوئلا است که فعالیت خود را از سال ۱۸۱۰ آغاز کرد.